# Grand Prix Miguel Indurain
Grand Prix Miguel Indurain, hiszp. Gran Premio Miguel Indurain – wyścig kolarski rozgrywany w Hiszpanii, w regionie Nawarra, co roku w kwietniu. Od 2005 należy do cyklu UCI Europe Tour, początkowo zaliczany do kategorii 1.1, a w latach 2007–2012 miała najwyższą kategorię po UCI ProTour – 1.HC. Od 2013 ma ponownie kategorię 1.1. Organizowany jest przez Club Ciclista Estella.
Wyścig odbył się po raz pierwszy w 1951 i organizowany jest co roku, najpierw jako Campeonato Vasco Navarrro de Montaña (do 1966), Gran Premio Navarra (do 1988) i Trofeo Comunidad Foral de Navarra (do 1998). Pod obecną nazwą wyścig rozgrywany jest od 1999. Sześciokrotnie wyścig nie odbył się (1958, 1960, 1967, 1971, 1984 i 1986). Rekordzistami pod względem zwycięstw w klasyfikacji generalnej jest trójka Hiszpanów – Hortensio Vidaurreta, Juan Fernández i Ángel Vicioso (po trzy triumfy).

## Zwycięzcy
| Rok                                 | Pierwsze               | Drugie                          | Trzecie                 |
| ----------------------------------- | ---------------------- | ------------------------------- | ----------------------- |
| Campeonato Vasco-Navarro de Montaña |                        |                                 |                         |
| 1951                                | Hortensio Vidaurreta   |                                 |                         |
| 1952                                | Hortensio Vidaurreta   | Julián Aguirrezabal Gallastegui | Manuel Aizpuru          |
| 1953                                | Hortensio Vidaurreta   | Gabriel Company                 | Salvador Botella        |
| 1954                                | Miguel Vidaurreta      | Cosme Barrutia Iturriagoitia    | Jesús Moriones          |
| 1955                                | Jesús Galdeano         | Andreu Trobat García            | José Escolano Sánchez   |
| 1956                                | Antonio Ferraz         | Vicente Iturat                  | Hortensio Vidaurreta    |
| 1957                                | Miguel Chacón Diez     | Carmelo Morales                 | Vicente Iturat          |
| Campeonato de España de Montaña     |                        |                                 |                         |
| 1958                                | Bernardo Ruiz          | Gabriel Company                 | Anicet Utset            |
| Campeonato Vasco-Navarro de Montaña |                        |                                 |                         |
| 1959                                | Miguel Pacheco         | Antoni Karmany                  | Antonio Bertrán Panadés |
| Campeonato de España de Montaña     |                        |                                 |                         |
| 1960                                | Antonio Jiménez Quiles | Ángel Rodríguez López           | Benigno Azpuru          |
| Campeonato Vasco-Navarro de Montaña |                        |                                 |                         |
| 1961                                | José Pérez Francés     | Antonio Gómez del Moral         | Angelino Soler          |
| 1962                                | Juan Antonio Belmonte  | José Martín Colmenarejo         | Antonio Bertrán Panadés |
| 1963                                | José Pérez Francés     | Antón Barrutia                  | Carlos Echeverría       |
| 1964                                | Francisco Gabica       | Eusebio Vélez                   | José Pérez Francés      |
| 1965                                | Eusebio Vélez          | Valentín Uriona                 | Francisco López         |
| 1966                                | Carlos Echeverría      | Valentín Uriona                 | Manuel Martín Piñera    |

| Rok                               | Pierwsze                       | Drugie                         | Trzecie                      |
| --------------------------------- | ------------------------------ | ------------------------------ | ---------------------------- |
| Campeonato de España de Montaña   |                                |                                |                              |
| 1967                              | Antonio Gómez del Moral        | Ginés García                   | José Pérez Francés           |
| Gran Premio Navarra               |                                |                                |                              |
| 1968                              | José Manuel López              | Luis Ocaña                     | Andrés Gandarias Albizu      |
| 1969                              | Gregorio San Miguel            | José Antonio González          | Nemesio Jiménez              |
| 1970                              | Antonio Gómez del Moral        | Carlos Echeverría              | Luis Zubero                  |
| Campeonato de España de Montaña   |                                |                                |                              |
| 1971                              | Miguel María Lasa              | Domingo Perurena               | Pedro Torres                 |
| Gran Premio Navarra               |                                |                                |                              |
| 1972                              | Vicente López Carril           | Miguel María Lasa              | José Luis Abilleira          |
| 1973                              | Domingo Perurena               | José Luis Abilleira            | Pedro Torres                 |
| 1974                              | Miguel María Lasa              | Domingo Perurena               | Antonio Martos Aguilar       |
| 1975                              | Agustín Tamames                | Jose Luis Viejo                | Domingo Perurena             |
| 1976                              | José Nazabal                   | Andrés Oliva                   | Manuel Esparza               |
| 1977                              | Vicente López Carril           | José Enrique Cima              | Francisco Javier Elorriaga   |
| 1978                              | Miguel María Lasa              | Francisco Javier Elorriaga     | José Enrique Cima            |
| 1979                              | Juan Fernández                 | Miguel María Lasa              | Faustino Rupérez             |
| 1980                              | Juan Fernández                 | Eulalio García Pereda          | Miguel María Lasa            |
| 1981                              | Eulalio García Pereda          | Miguel María Lasa              | Vicente Belda                |
| 1982                              | Pedro Muñoz                    | Juan Fernández                 | Marino Lejarreta             |
| 1983                              | Juan Fernández                 | José Luis Laguía               | Julián Gorospe               |
| 1984 nie rozgrywano               |                                |                                |                              |
| 1985                              | Celestino Prieto               | Federico Echave                | Álvaro Pino                  |
| 1986 nie rozgrywano               |                                |                                |                              |
| 1987                              | Miguel Indurain                | Iñaki Gastón                   | Federico Echave              |
| 1988                              | Pedro Delgado                  | Ángel Camarillo                | Marino Lejarreta             |
| Trofeo Comunidad Foral de Navarra |                                |                                |                              |
| 1989                              | Mariano Sánchez Martínez       | Federico Echave                | Casimiro Moreda García Tizón |
| 1990                              | Pedro Delgado                  | Federico Echave                | Marino Lejarreta             |
| 1991                              | Roland Le Clerc                | Peter Hilse                    | Wiktor Klimow                |
| 1992                              | Julián Gorospe                 | Jean-François Bernard          | Wiktor Klimow                |
| 1993                              | Johnny Weltz                   | Neil Stephens                  | José Ramón Uriarte           |
| 1994                              | Marino Alonso                  | Abraham Olano                  | José Ramón Uriarte           |
| 1995                              | Félix García Casas             | Miguel Ángel Peña              | Juan Carlos Vicario Barberá  |
| 1996                              | Alex Zülle                     | Laurent Jalabert               | David García Markina         |
| 1997                              | Mikel Zarrabeitia              | Bingen Fernández               | David Etxebarria             |
| 1998                              | Francisco Mancebo              | Stefano Garzelli               | Davide Rebellin              |
| Gran Premio Miguel Induráin       |                                |                                |                              |
| 1999                              | Stefano Garzelli               | David Etxebarria               | Davide Rebellin              |
| 2000                              | Miguel Ángel Martín Perdiguero | Laurent Jalabert               | Ángel Vicioso                |
| 2001                              | Ángel Vicioso                  | David Etxebarria               | Paolo Lanfranchi             |
| 2002                              | Ángel Vicioso                  | Marcos Serrano                 | Mario Aerts                  |
| 2003                              | Matthias Kessler               | Ángel Vicioso                  | David Etxebarria             |
| 2004                              | Matthias Kessler               | Miguel Ángel Martín Perdiguero | Daniele Righi                |
| 2005                              | Javier Pascual Rodríguez       | Alejandro Valverde             | Ángel Vicioso                |
| 2006                              | Fabian Wegmann                 | Andrea Moletta                 | Andrij Hriwko                |
| 2007                              | Rinaldo Nocentini              | Joaquim Rodríguez              | Alejandro Valverde           |
| 2008                              | Fabian Wegmann                 | Michael Albasini               | Joaquim Rodríguez            |
| 2009                              | David de la Fuente             | Aleksandr Kołobniew            | Fabian Wegmann               |
| 2010                              | Joaquim Rodríguez              | Michel Kreder                  | Aleksandr Kołobniew          |
| 2011                              | Samuel Sánchez                 | Aleksandr Kołobniew            | Fabian Wegmann               |
| 2012                              | Daniel Moreno                  | Mikel Landa                    | Ángel Madrazo                |
| 2013                              | Simon Špilak                   | Igor Antón                     | Peter Stetina                |
| 2014                              | Alejandro Valverde             | Tom-Jelte Slagter              | Siergiej Czerniecki          |
| 2015                              | Ángel Vicioso                  | Ion Izagirre                   | Beñat Intxausti              |
| 2016                              | Ion Izagirre                   | Sergio Henao                   | Moreno Moser                 |
| 2017                              | Simon Yates                    | Michael Woods                  | Sergio Henao                 |
| 2018                              | Alejandro Valverde             | Carlos Verona                  | Nick Schultz                 |
| 2019                              | Jonathan Hivert                | Luis León Sánchez              | Sergio Higuita               |
| 2021                              | Alejandro Valverde             | Aleksiej Łucenko               | Luis León Sánchez            |
| 2022                              | Warren Barguil                 | Aleksandr Własow               | Simon Clarke                 |
| 2023                              | Ion Izagirre                   | Sergio Higuita                 | Mattias Skjelmose            |
| 2024                              | Brandon McNulty                | Maxim Van Gils                 | Oscar Onley                  |
| 2025                              |                                |                                |                              |